# Gran Premio de Jasna Góra
El Gran Premio de Jasna Góra (en polaco: Grand Prix Jasnej Góry) fue una carrera ciclista de un día polaca que se disputaba a mediados del mes de mayo.
Creada en 2005 como amateur fue profesional en 2008 formando parte del UCI Europe Tour, dentro de la categoría 1.2 (última categoría del profesionalismo). Sus demás ediciones, hasta su última en 2011, continuaron siendo amateur por ello la mayoría de sus ganadores han sido polacos.

## Palmarés
En amarillo: edición amateur.
| Año  | Ganador            | Segundo             | Tercero            |
| ---- | ------------------ | ------------------- | ------------------ |
| 2005 | Radoslaw Romanik   | Robert Radosz       | Krzysztof Kuzniak  |
| 2006 | Mateusz Komar      | Dawid Krupa         | David Krupiaski    |
| 2007 | Tomasz Lisowicz    | Sebastian Martyniak | Bartosz Huzarski   |
| 2008 | Tomasz Kiendyś     | Mateusz Mróz        | Vitaliy Kondrut    |
| 2009 | Anatoliy Pakhtusov | Robert Radosz       | Krzysztof Jeżowski |
| 2010 | Vitaliy Popkov     | Tomasz Kiendyś      | Robert Radosz      |
| 2011 | Jacek Morajko      | Konrad Czajkowski   | Paweł Bernas       |

## Palmarés por países
| País    | Victorias |
| ------- | --------- |
| Polonia | 5         |
| Ucrania | 2         |